# Baseball-Europameisterschaft (Cadets)
Die Baseball-Europameisterschaft der Cadets (auch Kadetten) fand von 2006 bis 2017 jährlich statt; aktuell nur noch jedes zweite Jahr. Sie ist die Jugend-Europameisterschaft für Spieler im Alter von 13 bis 15 Jahren (U15). Es gibt einen A-Pool mit acht Teams und eine Qualifikation, die man gewinnen muss, um in den A-Pool aufzusteigen.

## A-Pool-EM 2009 in Brno, Tschechische Republik
1.Italien
2.Russland
3.Tschechische Republik
4.Niederlande
5.Deutschland
6.Österreich
7.Slowakei
8.Ukraine

## A-Pool-EM 2008 in Rom/Viterbo, Italien
1.Niederlande
2.Russland
3.Tschechische Republik
4.Italien
5.Deutschland
6.Österreich
7.Slowakei
8.Litauen

## Qualifikation 2008 in Antalya, Türkei
1.Ukraine
2.Großbritannien
3.Rumänien
4.Bulgarien
5.Türkei

## A-Pool-EM 2007 in Jablonec/Liberec, Tschechische Republik
1.Tschechische Republik
2.Niederlande
3.Russland
4.Österreich
5.Deutschland
6.Slowakei
7.Belarus
8.Polen

## Qualifikation 2007 in Reggio Calabria, Italien
1.Italien
2.Litauen
3.Israel
4.San Marino
5.Großbritannien
6.Schweiz

## A-Pool-EM 2006 in Gijón/La Morgal, Spanien
1.Niederlande
2.Frankreich
3.Tschechische Republik
4.Spanien
5.Russland
6.Österreich
7.Polen
8.Slowakei

## Qualifikation 2006 in Utena, Litauen
1.Deutschland
2.Belarus
3.Großbritannien
4.Schweden
5.Litauen

## Qualifikation 2005
Es fanden 2 Turniere statt.

Turnier I:

1.Polen
2.Belgien
3.Deutschland
4.Litauen
5.Großbritannien
6.Schweden

Turnier II:

1.Österreich
2.Kroatien
3.Bulgarien
4.Rumänien
5.Serbien-Montenegro

## Europameister
| Jahr | Europameister   | Zweiter         | Dritter         |
| ---- | --------------- | --------------- | --------------- |
| 1975 | Niederlande     | Belgien         | BR Deutschland  |
| 1977 | Italien         | Niederlande     | Belgien         |
| 1979 | Italien         | Niederlande     | Spanien         |
| 1981 | Niederlande     | Spanien         | Italien         |
| 1983 | Italien         | Niederlande     | BR Deutschland  |
| 1985 | Niederlande     | Italien         | Schweden        |
| 1992 | Italien         | Spanien         | Litauen         |
| 1993 | Italien         | Moldawien       | Tschechische R. |
| 1994 | Italien         | Moldawien       | Polen           |
| 1995 | Italien         | Tschechische R. | Russland        |
| 1996 | Italien         | Russland        | Ukraine         |
| 1997 | Italien         | Tschechische R. | Ukraine         |
| 1999 | Niederlande     | Tschechische R. | Rumänien        |
| 2000 | Niederlande     | Russland        | Spanien         |
| 2002 | Niederlande     | Tschechische R. | Spanien         |
| 2004 | Tschechische R. | Spanien         | Russland        |
| 2006 | Niederlande     | Frankreich      | Tschechische R. |
| 2007 | Tschechische R. | Niederlande     | Russland        |
| 2008 | Niederlande     | Russland        | Tschechische R. |
| 2009 | Italien         | Russland        | Tschechische R. |
| 2010 | Niederlande     | Tschechische R. | Italien         |
| 2011 | Italien         | Tschechische R. | Deutschland     |
| 2012 | Niederlande     | Deutschland     | Russland        |
| 2013 | Niederlande     | Tschechische R. | Deutschland     |
| 2014 | Niederlande     | Tschechische R. | Deutschland     |
| 2015 | Deutschland     | Tschechische R. | Ukraine         |
| 2016 | Tschechische R. | Frankreich      | Deutschland     |
| 2017 | Deutschland     | Niederlande     | Tschechische R. |
| 2019 | Deutschland     | Italien         | Niederlande     |
| 2021 | Tschechische R. | Frankreich      | Niederlande     |
| 2023 | Niederlande     | Italien         | Tschechische R. |
| 2025 | Deutschland     | Tschechische R. | Niederlande     |

## Qualifikationen
Die Qualifikationen (engl. Qualifier, ehemals B-Pool) wurden 2005 eingeführt. Im ersten Jahr wurden 2 Turniere, seitdem 1 Turnier ausgetragen.